# Élections législatives de 1993 dans l'Orne
Les élections législatives françaises de 1993 se déroulent les 21 et 28 mars 1993. Dans le département de l'Orne, trois  députés sont à élire dans le cadre de trois circonscriptions.

## Élus
| Circonscription | Député sortant | Parti | Parti     | Député élu ou réélu | Parti | Parti    |
| --------------- | -------------- | ----- | --------- | ------------------- | ----- | -------- |
| 1re             | Daniel Goulet  |       | RPR       | Yves Deniaud        |       | RPR      |
| 2e              | Francis Geng   |       | UDF (CDS) | Jean-Claude Lenoir  |       | UDF (AD) |
| 3e              | Michel Lambert |       | PS        | Hubert Bassot       |       | UDF (PR) |

## Positionnement des partis
Les candidats d'alliance RPR-UDF et divers droite se présentent sous la bannière de l'Union pour la France et ceux du Parti socialiste derrière l'Alliance des Français pour le Progrès. Par ailleurs, Les Verts et Génération écologie s'unissent sous l'étiquette Entente des écologistes.

## Résultats

### Résultats à l'échelle du département
| Parti          | Parti                                 | Premier tour | Premier tour | Second tour | Second tour | Sièges |
| Parti          | Parti                                 | Voix         | %            | Voix        | %           | Sièges |
| -------------- | ------------------------------------- | ------------ | ------------ | ----------- | ----------- | ------ |
|                | Union pour la démocratie française    | 33 662       | 23,60        | 52 457      | 41,26       | 1      |
|                | Rassemblement pour la République      | 28 801       | 20,19        | 31 538      | 24,81       | 1      |
|                | Divers droite                         | 17 421       | 12,21        | 23 266      | 18,30       | 1      |
|                | Union pour la France                  | 79 884       | 56,00        | 107 261     | 84,36       | 3      |
|                |                                       |              |              |             |             |        |
|                | Parti socialiste                      | 13 715       | 9,61         |             |             | 0      |
|                | Mouvement des radicaux de gauche      | 11 400       | 7,99         | 19 880      | 15,64       | 0      |
|                | Alliance des Français pour le progrès | 25 115       | 17,61        | 19 880      | 15,64       | 0      |
|                |                                       |              |              |             |             |        |
|                | Les Verts                             | 7 069        | 4,96         |             |             | 0      |
|                | Génération écologie                   | 3 225        | 2,26         | 0           |             |        |
|                | Entente des écologistes               | 10 294       | 7,22         |             |             | 0      |
|                |                                       |              |              |             |             |        |
|                | Front national                        | 14 735       | 10,33        |             |             | 0      |
|                | Parti communiste français             | 6 237        | 4,37         | 0           |             |        |
|                | Le Trèfle - Les nouveaux écologistes  | 4 932        | 3,46         | 0           |             |        |
|                | Extrême droite                        | 1 458        | 1,02         | 0           |             |        |
|                |                                       |              |              |             |             |        |
| Inscrits       | Inscrits                              | 211 797      | 100,00       | 211 780     | 100,00      | 3      |
| Abstentions    | Abstentions                           | 60 841       | 28,73        | 66 977      | 31,63       |        |
| Votants        | Votants                               | 150 956      | 71,27        | 144 803     | 68,37       |        |
| Blancs et nuls | Blancs et nuls                        | 8 301        | 5,5          | 17 662      | 12,2        |        |
| Exprimés       | Exprimés                              | 142 655      | 94,5         | 127 141     | 87,8        |        |

### Résultats par circonscription

#### Première circonscription (Alençon)
| Candidat       | Candidat          | Parti          | Premier tour | Premier tour | Second tour | Second tour |  |
| Candidat       | Candidat          | Parti          | Voix         | %            | Voix        | %           |  |
| -------------- | ----------------- | -------------- | ------------ | ------------ | ----------- | ----------- |  |
|                | Yves Deniaud élu  | RPR            | 15 346       | 33,02        | 19 829      | 53,34       |  |
|                | Daniel Miette     | UDF (CDS)      | 11 081       | 23,84        | 17 348      | 46,66       |  |
|                | Jean-Claude Pavis | PS (ADFP)      | 7 375        | 15,87        |             |             |  |
|                | Janine Tanoué     | FN             | 4 680        | 10,07        |             |             |  |
|                | Jean-Paul Buard   | Les Verts (EÉ) | 3 971        | 8,54         |             |             |  |
|                | Renée Tragin      | LT-LNÉ         | 2 077        | 4,47         |             |             |  |
|                | Francine Brière   | PCF            | 1 946        | 4,19         |             |             |  |
|                |                   |                |              |              |             |             |  |
| Inscrits       | Inscrits          | Inscrits       | 71 683       | 100,00       | 71 679      | 100,00      |  |
| Abstentions    | Abstentions       | Abstentions    | 22 014       | 30,71        | 26 922      | 37,56       |  |
| Votants        | Votants           | Votants        | 49 669       | 69,29        | 44 757      | 62,44       |  |
| Blancs et nuls | Blancs et nuls    | Blancs et nuls | 3 193        | 6,43         | 7 580       | 16,94       |  |
| Exprimés       | Exprimés          | Exprimés       | 46 476       | 93,57        | 37 177      | 83,06       |  |

#### Deuxième circonscription (L'Aigle - Mortagne-au-Perche)
| Candidat       | Candidat               | Parti          | Premier tour | Premier tour | Second tour | Second tour |  |
| Candidat       | Candidat               | Parti          | Voix         | %            | Voix        | %           |  |
| -------------- | ---------------------- | -------------- | ------------ | ------------ | ----------- | ----------- |  |
|                | Jean-Claude Lenoir élu | diss. UDF      | 12 756       | 27,81        | 23 266      | 61,57       |  |
|                | Francis Geng sortant   | UDF (CDS)      | 10 852       | 23,66        | 14 522      | 38,43       |  |
|                | André Grudet           | PS (ADFP)      | 6 340        | 13,82        |             |             |  |
|                | Jean-Pierre Dieutre    | FN             | 5 548        | 12,1         |             |             |  |
|                | Christian Eude         | RPR            | 3 638        | 7,93         |             |             |  |
|                | Bertrand Rio           | GÉ (EÉ)        | 3 225        | 7,03         |             |             |  |
|                | Jeanne Hardy           | PCF            | 1 912        | 4,17         |             |             |  |
|                | Michèle Guerrucci      | LT-LNÉ         | 1 591        | 3,47         |             |             |  |
|                |                        |                |              |              |             |             |  |
| Inscrits       | Inscrits               | Inscrits       | 67 446       | 100,00       | 67 437      | 100,00      |  |
| Abstentions    | Abstentions            | Abstentions    | 19 336       | 28,67        | 22 281      | 33,04       |  |
| Votants        | Votants                | Votants        | 48 110       | 71,33        | 45 156      | 66,96       |  |
| Blancs et nuls | Blancs et nuls         | Blancs et nuls | 2 248        | 4,67         | 7 368       | 16,32       |  |
| Exprimés       | Exprimés               | Exprimés       | 45 862       | 95,33        | 37 788      | 83,68       |  |

#### Troisième circonscription (Argentan - Flers)
| Candidat       | Candidat                | Parti          | Premier tour | Premier tour | Second tour | Second tour |  |
| Candidat       | Candidat                | Parti          | Voix         | %            | Voix        | %           |  |
| -------------- | ----------------------- | -------------- | ------------ | ------------ | ----------- | ----------- |  |
|                | Hubert Bassot élu       | UDF (PR)       | 11 729       | 23,31        | 20 587      | 39,46       |  |
|                | François Doubin         | MRG (ADFP)     | 11 400       | 22,66        | 19 880      | 38,1        |  |
|                | Amaury de Saint-Quentin | RPR            | 9 817        | 19,51        | 11 709      | 22,44       |  |
|                | Marie-France Le Bozec   | Divers droite  | 4 665        | 9,27         |             |             |  |
|                | Jacques Botrot          | FN             | 4 507        | 8,96         |             |             |  |
|                | Dominique Madelaine     | Les Verts (EÉ) | 3 098        | 6,16         |             |             |  |
|                | Jean Châtelais          | PCF            | 2 379        | 4,73         |             |             |  |
|                | Emmanuelle Flachot      | RDRP           | 1 458        | 2,9          |             |             |  |
|                | Georges Montangérand    | LT-LNÉ         | 1 264        | 2,51         |             |             |  |
|                |                         |                |              |              |             |             |  |
| Inscrits       | Inscrits                | Inscrits       | 72 668       | 100,00       | 72 664      | 100,00      |  |
| Abstentions    | Abstentions             | Abstentions    | 19 491       | 26,82        | 17 774      | 24,46       |  |
| Votants        | Votants                 | Votants        | 53 177       | 73,18        | 54 890      | 75,54       |  |
| Blancs et nuls | Blancs et nuls          | Blancs et nuls | 2 860        | 5,38         | 2 714       | 4,94        |  |
| Exprimés       | Exprimés                | Exprimés       | 50 317       | 94,62        | 52 176      | 95,06       |  |